# Klerikales System
Das Klerikale System oder Klerikat ist ein freimaurerisches Hochgradsystem des 18. Jahrhunderts. Als Gründer in Deutschland gilt Johann August von Starck (1741–1816). Er soll die Unterlagen für dieses christlich-mystische, teilweise bis ins Okkulte reichende System aber aus dem Ausland erhalten haben. Das Klerikat stand in enger Verbindung zur Strikten Observanz.

## Der Gründer
Johann August von Starck war Sohn des Predigers am Schweriner Dom Samuel Christfried Starck (1688–1769). Er studierte von 1760 bis 1763 Theologie, Philosophie und orientalische Sprachen in Göttingen. 1763 ging Starck nach St. Petersburg als Lehrer für römische Altertümer und orientalische Sprachen an der St. Petersschule, der Schule der deutschen lutherischen Sankt-Petri-Kirche (Sankt Petersburg). 1765 reiste er nach Paris und bekam dort unerwartet eine Stellung als Übersetzer für morgenländische Sprachen angeboten. Wegen einer schweren Erkrankung des Vaters ging er aber bereits 1767 zurück nach Wismar und arbeitete als Konrektor. 1768 erhielt er ein Angebot für eine Tätigkeit beim Fürsten Wačzenskoy und siedelte wieder nach St. Petersburg.
Starck veröffentlichte in seiner Zeit in St. Petersburg mehrere Aufsätze und Dissertationen:
Er schrieb in der ersten Petersburger Zeit: De varietatibus ad codices Ebraeos V.T. caute colligendis, bei seinem zweiten Aufenthalt Et Observat. philol. criticarum.
1776 wurde er Oberhofprediger und Generalsuperintendent und siedelte 1777 zuerst nach Königsberg und schließlich nach Mitau.
1761 wurde Starck in den Freimaurerbund aufgenommen.

## Das System
Auf den 31. März 1767 datiert ein Brief von Starcks Logenmeister an den Heermeister der Strikten Observanz, Karl Gotthelf von Hund und Altengrotkau, in der das Klerikat der Strikten Observanz angepriesen wird. Wörtlich heißt es: „Es befindet sich nämlich außerhalb Deutschlands eine gewisse Loge, von welcher ich wünsche, daß sie auf eine geschickte Weise zur strikten Obedienz und besonders zur Provinz Ew. Gnaden gebracht würde.“
Offenbar verfehlte der Brief nicht seine Wirkung, denn kurz darauf begannen die Verhandlungen zwischen den beiden Systemen. Noch während der Verhandlungen gründete Starck ein klerikales Kapitel in Wismar mit Brüdern der Strikten Observanz, die mit Genehmigung des Heermeisters übertraten. Am 12. Juli 1767 folgte dann die Genehmigungs-Akte des Heermeisters.
Im Gegenzug schrieb Starck einen Anerkennungs-Brief an von Hund, der datiert ist mit Donnerstag, den 2. Juli als am Feste Mariä Heimsuchung 5453.
Die beiden nun verbundenen freimaurerischen Systeme tauschten Verbindungsmänner aus und so wie sich die Strikte Observanz als wiederauferstandener Templerorden sah, so war das klerikale System nun dessen Geistlichkeit, die den Ordenskaplanen des historischen Templerordens nachempfunden waren.
Zu einer tatsächlichen Vereinigung der beiden Systeme kam es aber nie.
In der Ordensregel war festgelegt, dass es 28 Kleriker unter 4 Prioren geben durfte, die in 4 Kongregationen über die gesamte VII. Ordensprovinz (Deutschland) verteilt waren. Der Nachwuchs sollte aus den Reihen der Wissenschaft rekrutiert werden, katholische Geistliche sollten möglichst wenig, Jesuiten gar nicht aufgenommen werden. Die Priore des Klerikats waren den Ritterprioren der Strikten Observanz gleichgestellt und auch potentielle Nachfolger des Heermeisters.
Wie aus einer Endnotiz von Starck auf einem Manuskript des Friedrich Gualdo hervorging, brachte ein Freimaurerbruder namens Lorenz Natter die ursprünglichen Akten des Klerikats aus Florenz nach St. Petersburg. Dort sollen sie dann an Starck gegangen sein.